# Храповицкий, Платон Юрьевич
Платон Юрьевич Храповицкий (1738—1794) — российский государственный деятель, тайный советник, сенатор (1793).

## Биография
Родился 3 (14) апреля 1738 года. Отец — «надворный советник, губернаторский товарищ» Юрий (Георгий) Дементьевич Храповицкий, мать — Софья Михайловна, урождённая Рыдванская.
Служил в артиллерии, с 1763 года — в Севской дивизии; с 1764 года — в чине майора. 
В 1775 году перешёл на гражданскую службу в звании подполковника артиллерии:
- в 1776—1779 годах — судья совестного суда Смоленского наместничества (с 1778 — статский советник);
- в 1779—1781 годах — предводитель дворянства;
- в 1781—1787 годах — правитель Смоленского наместничества (действительный статский советник).

Со 2 сентября 1793 года — тайный советник и сенатор; был обер-прокурором Первого департамента Сената.
Награждён орденом Св. Владимира большого креста 2-й степени.
Был холост. Умер 19 февраля (2 марта) 1794 года и был похоронен на Лазаревском кладбище Александро-Невской лавры.
Имел трёх братьев. Иван Юрьевич Храповицкий (13.04.1739—21.03.1800) в 1785—1796 годах был Смоленским вице—губернатором. Степан Юрьевич Храповицкий (15.12.1743—?) в 1786—1787 годах был Смоленским губернским предводителем дворянства, а в 1788—1792 годах — совестным судьёй. Младший брат, лейб—гвардии подпоручик Василий Юрьевич Храповицкий, страдал психическими расстройствами и «в припадках умственного бессилия» мог подписывать векселя под свои имения посторонним лицам; поэтому, согласно указу «Ея Императорского Величества» от 20 ноября 1779 года и по челобитной его брата П. Ю. Храповицкого, в срок до 18 сентября 1780 года на имения В. Ю. Храповицкого был введен запрет на сделки по векселям до его выздоровления. В том числе этот указ был распространен и на Ярославскую губернию, в местные наместничества, где у Храповицких также были обширные землевладения.